# جاتونچوچو
جاتونچوچو (به اسپانیایی: Jatuncucho) یک کوه در پرو است که در Peru, Puno Region واقع شده‌است. جاتونچوچو ۵٬۴۰۰ متر بالاتر از سطح دریا واقع شده‌است.